# Jessica Fridrich
Jessica Fridrich (* 1964 in der Tschechoslowakei) ist eine tschechische Mathematikerin und die Erfinderin der meistgenutzten Methode zur schnellen Lösung des Zauberwürfels, besser bekannt als Speedcubing.

## Leben
Im Jahr 1987 erwarb Fridrich den Abschluss M.A. in Angewandter Mathematik an der Tschechischen Technischen Universität in Prag. Ihren Ph.D. in Systemwissenschaften erwarb sie 1995 an der Binghamton University. 1996 bis 2002 wurde ihre Forschungsarbeit von der US Air Force mit insgesamt 1,3 Millionen US-Dollar unterstützt und erbrachte fünf US- und internationale Patente.
Bei der zweiten Rubik’s Cube Weltmeisterschaft 2003 in Toronto belegte sie nach Dan Knights den zweiten Platz. In der Speedcubing-Gemeinschaft wird sie neben Lars Petrus als eine Pionierin des Speedcubings angesehen. Die Methoden nahezu aller Speedcuber der Weltrangliste basieren auf ihrer.
Die Fridrich-Methode beschreibt die Lösung des Würfels durch „F2L“ (First two layers), also Lösen der ersten beiden Ebenen gleichzeitig, im Gegensatz zur „Ebene für Ebene“-Methode (LBL) (Layer by layer). Der erste Schritt („cross“) basiert auf einem Kreuz der ersten Ebene zum zentralen Stein der benachbarten Seiten. Die Ecksteine der ersten Ebene und deren benachbarten Kantensteine der zweiten Ebene werden anschließend simultan an ihre richtige Position gesetzt. Daher sind nach Ausrichtung des Kreuzes und der Eck-/Kantenpaare bereits zwei der drei Würfelebenen gelöst. Die letzte Ebene wird erst durch Orientierung und dann durch Permutation der Steine gelöst. Insgesamt werden 78 Algorithmen benötigt (57 für die Orientation, 21 für die Permutation), von denen beim Lösen allerdings fallabhängig nur die jeweiligen zwei benutzt werden.
Jessica Fridrich arbeitet als Professorin am Department of Electrical and Computer Engineering der Binghamton University und spezialisierte sich auf digitale Wasserzeichen, Steganographie und digitale Bildforensik und Bildanalyse sowie nichtlinearen chaotischen Systemen mit Anwendungen in der Kryptographie und mit nichtlinearer Modellierung zum Beispiel mit Fraktalen.

## Patente (Auswahl)
- Patent  US6831991B2: Reliable detection of LSB steganography in color and grayscale images. Angemeldet am 22. Juni 2001, veröffentlicht am 14. Dezember 2004, Anmelder: The Research Foundation SUNY, Erfinder: Jessica Fridrich, Miroslav Goljan.‌
- Patent  US7006656B2: Lossless embedding of data in digital objects. Angemeldet am 15. Oktober 2001, veröffentlicht am 28. Februar 2006, Anmelder: The Research Foundation SUNY, Erfinder: Jessica Fridrich et al.‌